# Longueur de clé
En cryptologie, la longueur de clé (en anglais : Key size ou key length) est la taille mesurée en bits de la clé de chiffrement (ou de signature) utilisée par un algorithme de chiffrement. La longueur de la clé est différente de la sécurité cryptographique, qui est la mesure de l'attaque la plus rapide contre un algorithme, aussi mesurée en bits.
La sécurité évaluée d'un cryptosystème ne peut pas dépasser sa longueur de clé (étant donné que tout algorithme peut être cassé par force brute), mais elle peut être plus petite. Par exemple le Triple DES a une longueur de clé de 168 bits mais fournit au plus 112 bits de sécurité, une attaque de complexité 2112 étant désormais connue. Cette propriété de Triple DES n'est pas un défaut, à condition que 112 bits de sécurité soient suffisants pour la sécurité attendue.
La plupart des algorithmes à clé symétrique sont conçus pour avoir une sécurité égale à leur longueur de clé, c’est-à-dire que la meilleure attaque connue soit une attaque par force brute. Aucun cryptosystème asymétrique de ce type n'est connu[réf. nécessaire]. La cryptographie sur les courbes elliptiques apporte en 2017 la sécurité la plus proche de la taille se ses clés: la moitié de sa taille de clefs, en raison des attaques génériques sur le logarithme discret.

## Importance
Les clés de chiffrement sont utilisées pour contrôler le fonctionnement d'un algorithme de chiffrement, afin que seule la clé adéquate permette la conversion du texte chiffré vers le texte en clair. Les algorithmes de chiffrement actuels font reposer leur fiabilité sur le fait qu'ils soient connus publiquement. Ainsi, seule la difficulté d'obtention de la clé détermine la sécurité du système, pourvu qu'il n'existe pas d'attaque analytique (une faiblesse de conception de l'algorithme ou du protocole considéré), et en supposant que la clé n'est pas accessible d'une autre façon (vol, extorsion, ou compromission du système informatique). Ce principe aujourd'hui largement admis que la sécurité d'un système devrait dépendre uniquement du secret de la clé a été explicitement formulé par Auguste Kerckhoffs à la fin du XIXe siècle et par Claude Shannon dans les années 1940. Ils sont respectivement connus sous les noms de principe de Kerckhoffs et de maxime de Shannon.
Par conséquent, une clé devrait être suffisamment grande, de façon qu'une attaque par force brute (possible contre tout cryptosystème) ne soit pas possible dans un temps raisonnable. Les travaux de Claude Shannon sur ce qui sera ensuite appelé théorie de l'information ont montré que pour atteindre une sécurité inconditionnelle, la taille de la clé devrait être au moins égale à la taille du message, et utilisée une seule fois (appelé algorithme du masque jetable). À la lumière de ceci, et en tenant compte de la difficulté pratique de gestion de clés aussi longue, les pratiques cryptographiques modernes ont laissé de côté cette notion de secret parfait comme condition de chiffrement, pour se concentrer sur une sécurité calculatoire, de façon que les ressources calculatoires nécessaires pour mettre à mal la sécurité du cryptosystème soient en dehors de la portée d'un attaquant.

## Taille de clé et système de chiffrement
Les systèmes de chiffrement sont souvent regroupés en familles. Des familles courantes sont les systèmes de chiffrement symétriques (par exemple AES), et les systèmes asymétriques (comme le chiffrement RSA) ; ils pourraient également être regroupés selon le type d’hypothèses utilisées (e.g. cryptographie sur les courbes elliptiques).
Étant donné que chaque construction possède des spécificités différentes, différentes tailles de clé peuvent correspondre à un même niveau de sécurité en fonction du cryptosystème utilisé. Par exemple, la sécurité disponible avec une clé de 1024 bits, en utilisant le cryptosystème RSA est considéré approximativement égale à la sécurité d'une clé de 160 bits pour un chiffrement sur des courbes ou 80 bits pour un cryptosystème symétrique.